# جيوفاني سكيابارلي
جيوفاني اسكيابارِلّي (بالإيطالية: Giovanni Schiaparelli)‏ (14 مارس 1835 – 4 يوليو 1910) عالم فلك إيطالي. درس في جامعة تورينو ومرصد برلين وعمل لأكثر من أربعين عاما في مرصد بريرا.
أخوه هو المستشرق تشيلستينو سكيابارلي.

## اكتشافاتة
رصد بعض الأجسام في النظام الشمسي، وقام بتسمية البحار والقارات بعد رصد المريخ. في بداية 1877 اعتقد أنه رصد ظواهر أطلق عليها اسم كانالي (بالإيطالية: Canali)‏، وبعد عقود عديدة من هذا الاكتشاف اتضح أنها مجرد خداع بصري.
26 أبريل 1861 واكتشف الكويكب هيسبريا 69 (بالإنجليزية: 69 Hesperia)‏.
اكتشف الفلكي الإيطالي جيوفاني شيابارللي مجموعة من الخطوط تربط بين مناطق المريخ الداكنة. وقد سمى شياباريللي هذه الخطوط بكلمة ممرات، ولكن تُرجمت هذه الكلمة من الإيطالية إلى الإنجليزية إلى قنوات. ونتيجة لهذا الخطأ، ظن بعض العلماء أن هذه الخطوط قنوات مائية شيّدها نوع من الجنس البشري. ويعرف الفلكيون الآن أن هذه القنوات لم تنشأ قط على المريخ. جمع مجلة الولف نقلاً عن الشرق الأوسط
في عام 1877 قام الفلكي الإيطالي جيوفاني شيباريلي برصد المريخ أثناء اقترابه من الأرض فأكد أنه رأى أقنية تغطي سطحه! وقد بدت له هذه الأقنية عامي 1879، 1882 تامة الاستقامة مما يعطي احتمال بناءها من قبل سكان المريخ! وأطلق شيباريلي على هذه الأقنية اسم Canali وبعد أن ترجمت كتابات شيباريلي إلى الإنكليزية دفعت هذه الـ Canali (والتي أصبحت Canals) الفلكي الأميركي برسيفال لويل إلى القيام مع ويليم بيكرنغ بتجهيز مرصد في أريزونا لمراقبة المريخ أثناء اقترابه عام 1894، استنتج لويل بعدها صحة ما ذهب إليه شيباريلي، حتى أنه نشر عام 1895 كتاباً وضح فيه حججه حول وجود حياة ذكية على المريخ! …تجميع مجلة الولف نقلاً عن الجمعية الكونية السورية

## وفاته
توفي جيوفاني في 4 يوليو 1910 و قد تم تسمية إحدى فوهات المريخ بإسمه تخليداً لذكراه و قد ورد ذكرها في رواية سجين المريخ لآندي ويير .

## روابط خارجية
- جيوفاني سكيابارلي على موقع الموسوعة البريطانية (الإنجليزية)
- جيوفاني سكيابارلي على موقع إن إن دي بي (الإنجليزية)